# Eccidio di Tulle
Il massacro di Tulle riguarda i crimini commessi nella città di Tulle dalla 2. SS-Panzerdivision "Das Reich" il 9 giugno 1944, 72 ore dopo lo sbarco in Normandia. A seguito di un'offensiva dei partigiani francesi (FTP), il 7 e 8 giugno 1944, l'arrivo di formazioni della «Das Reich» costringe i maquisards ad evacuare la città. Il 9 giugno 1944, dopo aver rastrellato gli uomini dai 16 ai 60 anni, le SS insieme a membri del Sipo-SD condannano all’impiccagione 120 abitanti di Tulle, dei quali 99 vengono effettivamente uccisi. Nei giorni seguenti, 149 uomini sono deportati a Dachau, dove 101 perderanno la vita. In totale, le vittime civili dei crimini della Wehrmacht, delle Waffen-SS e del Sipo-SD saranno 213.

## Contesto storico

### La repressione tedesca nel Corrèze

La regione del Corrèze

Data la forte attività della Resistenza nella regione del Limousin, il dipartimento della Corrèze ed in particolare la città di Tulle con i suoi dintorni sono oggetto di attenzione particolare da parte dei servizi di sicurezza tedeschi. 
Il 14 marzo 1944 un Kommando di dodici membri del Sipo-SD agli ordini del Kommandeur der Sicherheitspolizei und Siecherheitsdienst di Limoges, August Meier, arriva a Tulle. Al comando del Hauptsturmführer Friedrich Korten, questi uomini partecipano alla repressione dei maquis insieme ad elementi della Legione nord-africana al comando di Henri Lafont. Per il prefetto Pierre Trouillé, 
Questi uomini partecipano al rastrellamento sistematico effettuato nel mese di aprile dalla «divisione Brehmer». Questa non è in effetti una divisione vera e propria ma un raggruppamento temporaneo di unità composite, e precisamente del 1º reggimento della 325ª divisione di sicurezza e dei Georgiani del 799º battaglione di fanteria, reclutati tra i prigionieri dell’Armata Rossa. Dal 1° al 7 aprile la divisione del generale Brehmer arresta 3000 persone; nel villaggio di Lonzac, 17 abitanti sono uccisi e 24 case incendiate; a Brive, sono 300 gli arrestati, che poi saranno trasferiti ai campi di lavoro in Germania. Il bilancio delle operazioni della divisione registra 1500 arresti confermati, 55 fucilati, 200 Ebrei assassinati, senza scontri diretti con i partigiani. La divisione Brehmer lascia la regione del Corrèze in maggio, dopo aver devastato i dipartimenti della Dordogna e la Haute-Vienne. È proprio questa ondata di repressione che spiega almeno in parte l’assalto partigiano a Tulle, nella speranza di mettere un limite alle sofferenze della popolazione.

### La divisione «Das Reich»

Insegna della Divisione SS Das Reich.

All’inizio del 1944, dopo aver subito pesanti perdite sul fronte russo, la 2. SS-Panzerdivision "Das Reich", al comando del Gruppenführer Heinz Lammerding, è raggruppata nella regione del Montauban, per essere riorganizzata in previsione di uno sbarco sul fronte occidentale. È composta da 18000 uomini appoggiati da carri armati e mezzi blindati leggeri.
Questa divisione ha i quattro requisiti che lo storico Peter Lieb considera determinanti per diventare autori di massacri di civili: i suoi membri sono impregnati dell’ideologia nazista, hanno combattuto sul fronte orientale, si considerano un'unità militare di élite ed hanno già partecipato ad operazioni di repressione della guerra partigiana..
All’indomani dello sbarco in Normandia, la divisione riceve l’ordine di schierarsi nella regione tra Tulle e Limoges per contrastare i maquis che all’annuncio dello sbarco hanno intensificato le azioni di sabotaggio e di guerriglia contro le guarnigioni tedesche. 

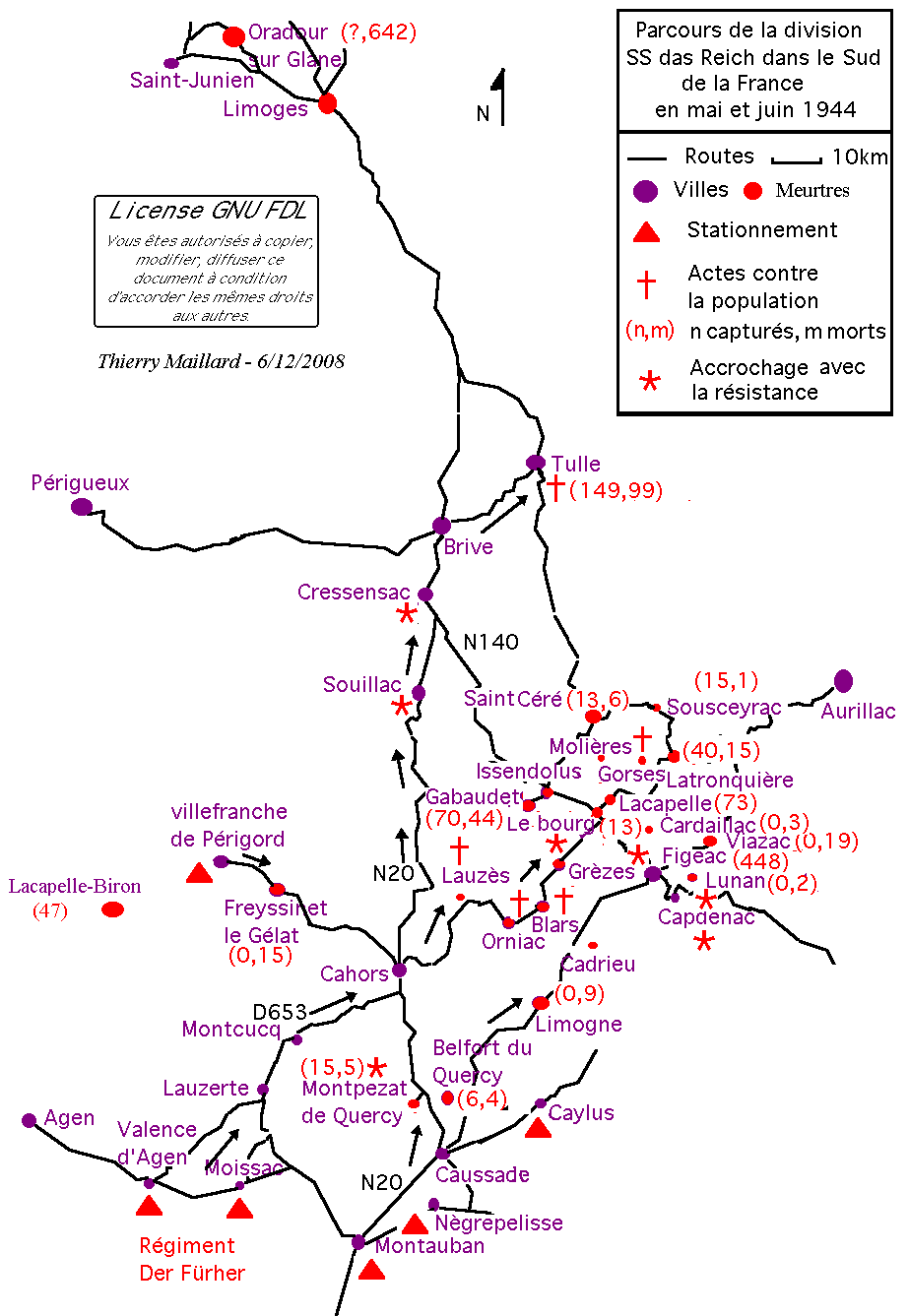
Percorso della divisione “Das Reich” in maggio e giugno 1944. I numeri accanto alle località indicano gli arrestati e i morti tra la popolazione

La lotta contro i partigiani è regolata dagli ordini emessi a partire dal 1944, noti come ordine del giorno Sperrle, dal nome del Generalfeldmarschall, aggregato all’Alto comando del fronte Ovest. Secondo questi ordini, la truppa è tenuta a reagire immediatamente ad ogni attacco terroristico aprendo il fuoco: se vengono coinvolti civili innocenti, la cosa è spiacevole ma la responsabilità va comunque addebitata ai terroristi. La zona dell’attacco va circondata e tutti gli abitanti, senza distinzione, arrestati; le case dove si fossero rifugiati i partigiani vanno incendiate. L'ordine prosegue precisando che 
. Gli ordini specifici del comandante della divisione aggiungono precisazioni tattiche: 
 Il 5 giugno 1944 il generale Lammerding fa approvare dai suoi superiori un programma repressivo che riprende le misure applicate nell’Europa dell’Est nella lotta antipartigiana a partire dal 1941. Il programma prevede in particolare azioni di contro-propaganda che «abbiano per obiettivo di sollevare la popolazione contro i terroristi» ; prevede anche arresti in massa e preventivi, l’occupazione delle località e il rastrellamento delle aree. Contiene infine l’annuncio e la messa in atto della disposizione secondo la quale per ogni Tedesco ucciso vengano impiccati (e non fucilati) dieci terroristi. Dato che l’impiccagione non è utilizzata dalla giustizia francese, i condannati saranno discriminati ed espulsi dalla comunità del popolo francese.
Tra l’inizio di maggio e il 9 giugno, il reggimento «Der Führer» effettua, su istruzioni del servizio di informazioni, numerose missioni di ricerca di basi e depositi partigiani, oltre ad azioni di rappresaglia a seguito di azioni della Resistenza. In queste operazioni vengono uccisi circa sessanta partigiani, e una ventina sono deportati; anche un centinaio di civili sono uccisi, e centinaia di abitazioni incendiate.

## La battaglia di Tulle

### La liberazione
L'attacco a Tulle è pianificato dal comandante dei partigiani del Corrèze, Jacques Chapou, detto Kléber, a metà aprile o inizio maggio «in origine, sembra che l’azione sia stata pensata senza alcun legame con lo sbarco, la cui data non era ancora prevedibile. » L’azione ha diversi obiettivi: 
, ma anche 
  I responsabili della Armée secrète, contattati, si mostrano assolutamente contrari ad un’operazione contro un centro urbano.
Secondo J. Delarue, Tulle è presidiata da una guarnigione di 700 uomini del terzo battaglione del 95º reggimento di sicurezza della Wehrmacht, ai quali vanno aggiunti sei o settecento uomini della Guardia mobile e della Milizia francese; B. Kartheuser stima per parte sua gli effettivi del 95º reggimento a 289 uomini, sulla base di una rilevazione del 17 maggio. I resistenti dispongono di 1350 combattenti,  450 dei quali non partecipano all’operazione, e di altri 1350 di riserva. Per Jean-Jacques Fouché e Gilbert Beaubatie, le forze presenti ammontano a poco più di trecento uomini dal lato tedesco contro quattrocento FTP, raggiunti poi da altri centoventi combattenti tra il pomeriggio del 7 e la mattina dell’8 giugno.
L’offensiva si scatena il 7 giugno 1944 alle cinque del mattino: un colpo di bazooka tirato sulla caserma del Champ de Mars dove sono acquartierate le forze dell’ordine, dà il segnale dell’attacco.. A partire dalle sei sono attaccati gli edifici dove si trova la guarnigione tedesca; la posta e il municipio, dove i partigiani stabiliscono il loro comando, sono occupati verso le sette.. Alle otto i resistenti si impadroniscono della stazione ferroviaria, dove trovano diciotto gardes-voies e un impiegato delle ferrovie,: invitati ad unirsi ai partigiani, questi preferiscono attendere la fine dei combattimenti nella sala d’aspetto. Alle 11,30 le forze della Milizia issano la bandiera bianca sulla caserma del Champ de Mars: dopo una trattativa essi lasciano la città verso le sedici, portando con sé tutto il loro materiale . Per Elie Dupuy, questo è un grave scacco, data che uno degli obiettivi dell’operazione era proprio il recupero di materiale bellico. D'altronde, con il suo gruppo di soli 90 uomini egli non ha i mezzi «di proseguire l’attacco contro la guarnigione tedesca e, allo stesso tempo, di imporre una resa incondizionata ai poliziotti».
Nel frattempo, verso le 13 e 30, i Tedeschi approfittano di un ordine di ritirata temporanea verso le alture ordinata da Chapou e riprendono brevemente il controllo della stazione dove si trovano i sorveglianti della ferrovia che portano un bracciale bianco, distintivo del loro lavoro ma simile a quello dei membri dell’FTP.  Quando i sorveglianti escono dall’edificio, senza alcun interrogatorio o controllo, sono presi sotto il fuoco delle truppe tedesche nel cortile della stazione, falciati «dal tiro di una mitragliatrice che li colpiva alla schiena», mentre gridano ai Tedeschi «Camarades ! Camarades! ». Solo Abel Leblanc sopravvisse alla sparatoria. Secondo B. Kartheuser, si tratta di un assassinio deliberato, dato che i Tedeschi conoscevano benissimo la divisa dei sorveglianti.
Nella notte tra il 7 e l'8, mentre i partigiani sono privati dei 450 uomini del gruppo che si è ritirato sulle alture, la guarnigione tedesca si riorganizza in tre posizioni: la scuola femminile a nord, la fabbrica di armi e la scuola di Souilhac a sud. I combattimenti riprendono alle sei e trenta del mattino, e l’obiettivo principale dei partigiani è la scuola femminile. Davanti alla resistenza tedesca, i partigiani appiccano il fuoco all’edificio verso le quindici. Verso le diciassette, in circostanza ancora poco chiare, i Tedeschi tentano una sortita o forse cercano di arrendersi: alcuni sventolano una bandiera bianca i Tedeschi tentarono una sortita a colpi di mitraglietta, altri hanno granate. Nella confusione più assoluta i partigiani aprono il fuoco con le armi automatiche, alcuni soldati sono falciati a bruciapelo, esplodono delle granate che spiegano forse le mutilazioni rilevate poi sui cadaveri. Dopo la resa dei tedeschi, nove membri del SD vengono identificati con l’aiuto di una trentina di partigiani liberati, sono condotti al cimitero e fucilati senza processo. Da questo momento i combattimenti cessano, e i partigiani si accontentano di mantenere l’accerchiamento della fabbrica d’armi e della scuola di Souilhac, che prevedono di attaccare l’indomani. Mentre i feriti tedeschi e francesi sono portati all’ospedale, Kléber si reca a chiedere al prefetto Pierre Trouillé di continuare ad assicurare l’amministrazione civile. Secondo i resistenti, ad eccezione di due piccole sacche di resistenza, Tulle è liberata.
Le perdite tedesche sono stimate da Sarah Farmer in 37 morti, 25 feriti e 35 dispersi. Secondo Penaud, si arriva ad una cinquantina di morti, da 23 a 27 feriti e ad una sessantina di dispersi, probabilmente fatti prigionieri. La maggioranza dei prigionieri è probabilmente uccisa, salvo qualche soldato di origine polacca che accetta di unirsi alla resistenza.

### La rioccupazione
L’8 giugno alle 21, I primi carri armati della divisione «Das Reich» arrivano a Tulle da tre direzioni, prendendo di sorpresa i maquisards. I posti avanzati di osservazione erano stati spazzati via dai blindati, impedendo che venisse diffuso l’allarme. I partigiani lasciano immediatamente la città dirigendosi verso le colline senza attaccare battaglia, davanti a «una colonna […] [che] comprendeva solo mezzi pesanti e disponeva di una potenza di fuoco considerevole»: forse dei tiri di bazooka dall’altopiano sopra la città avrebbero potuto infliggere qualche perdita, ma i resistenti rinunciano temendo di causare perdite tra i civili. Le SS installano il loro comando nel quartiere di Souilhac, presso la fabbrica di armi, prima di trasferirlo la mattina dopo all'hotel Moderne. In questo momento l’ufficiale in comando è lo Sturmbannführer Kowatsch, ufficiale di collegamento dello stato maggiore. Durante la notte tra l’8 e il 9 i tedeschi pattugliano la città e ne assicurano l’accerchiamento.
Il 9 giugno alle sei del mattino i tedeschi occupano la prefettura e minacciano di giustiziare il prefetto dopo avervi trovato armi e munizioni abbandonati dalla Guardia Mobile. Quando sta per essere fucilato da delle SS comandate da un sottufficiale, il prefetto sfugge all’esecuzione affermando che il suo rango è equivalente a quello di generale e pretendendo di parlare con un ufficiale superiore prima di essere fucilato. Riesce a convincere l’ufficiale che si presenta a recarsi all’ospedale e visitare i feriti tedeschi, i quali confermano che il prefetto ha impedito ai partigiani di fucilarli.

## Il massacro

### Il rastrellamento
(Proclama del prefetto Pierre Trouillé diffusa dagli altoparlanti il 9 giugno 1944 verso le dieci del mattino.)

Il 9 giugno, lo Sturmbannführer Aurel Kowatsch dichiara al prefetto e al segretario generale della prefettura Roche: 
 Annuncia però, mentre il rastrellamento è già iniziato, l’arresto di tutti gli uomini tra sedici e sessant’anni ed autorizza «la liberazione di tutti gli “indispensabili” dopo verifica del loro comportamento».

Secondo Trouillé e Roche, Kowatsch riceve gli ordini direttamente dal generale Heinz Lammerding, probabilmente via radio. Il rastrellamento colpisce una popolazione sconcertata dagli avvenimenti: 
 I membri dei “Chantiers de la jeunesse française”, riuniti in una caserma, sono anch’essi condotti verso la fabbrica di armi. In totale, circa 5000 uomini sono raggruppati davanti alla fabbrica.

### La cernita

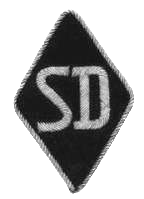
Simbolo del SD cucito in basso sulla manica sinistra delle uniformi SS.

Secondo l’accordo con Kowatsch che aveva autorizzato la liberazione delle persone indispensabili alla ripresa della normale attività cittadina, funzionari francesi si recano alla fabbrica di armi per negoziare il rilascio di una parte delle persone rastrellate.  
Le autorità francesi ottengono la liberazione di 3500 uomini e giovani. Tra loro, gli impiegati della prefettura, del municipio, delle poste, dell’azienda del gas e dell’acqua, finanzieri, capireparto e quadri delle Officine La Marque e della fabbrica di armi, elettricisti, panettieri, droghieri, coltivatori, medici, ma né i dentisti né gli insegnanti. 
Una seconda selezione degli ostaggi è condotta dai soli Tedeschi. Il principale responsabile di questa fase è l’interprete del Kommando del Sipo-SD, Walter Schmald, che è sopravvissuto agli scontri dei giorni precedenti. Benché non abbia certo agito da solo ma assistito da funzionari arrivati da Limoges, la sua presenza e le sue azioni hanno colpito tutti i testimoni, per i quali Schmald incarna il processo di selezione delle vittime. A fianco di Schmald, « il gobbo » o « lo sciacallo », partecipa alla selezione Paula Geissler, interprete della Wehrmacht alle dipendenze del direttore Tedesco della fabbrica di armi, soprannominata « la cagna », che fa rilasciare sedici o diciassette ostaggi, ingegneri della fabbrica e suoi conoscenti tra i quali il figlio del farmacista.»

Gli ostaggi sono ripartiti in tre gruppi, di composizione e numero variabili via via che la selezione si svolge e porta alla selezione di due gruppi di circa sessanta persone, sospetti secondo Schmald di appartenere alla Resistenza; la selezione si basa su elementi come il fatto che abbiano la barba non fatta o che portino scarpe sporche. Secondo J. Espinasse, Schmald a volte chiede la verifica di alcune carte di identità, altre volte giudica le persone dalla faccia e, nessuno sa perché, li assegna al gruppo di sinistra [le future vittime]. Schmald è attento a mantenere la cifra di 120 uomini destinati all’esecuzione, cifra che non è stata ancora annunciata: quando un intervento porta alla liberazione di un ostaggio, Schmald ne seleziona un altro dal gruppo principale: «salvare un amico voleva dire allo stesso tempo condannare un altro uomo sconosciuto, [...] con il risultato di lasciare tra le mani degli aguzzini solo i più vulnerabili, i più solitari, i più deboli o i più sfortunati, che avevano più bisogno di essere difesi. » Questo processo porta a questa riflessione di un sopravvissuto, l’avvocato Jacques-Louis Bourdelle: 
 Secondo la nota di Lammerding del 5 giugno e degli ordini da lui dati al suo arrivo a Tulle il 9, questi centoventi uomini sono destinati alla morte per impiccagione.

### Le impiccagioni
(Manifesto firmato dal generale comandante le truppe tedesche, affisso a Tulle)

Verso le quindici e trenta, Kowatsch in risposta a un ultimo intervento del prefetto che chiede che le esecuzioni non siano eseguite per impiccagione afferma che «noi abbiamo preso l’abitudine di impiccare in Russia, abbiamo impiccato più di centomila uomini a Kharkov e a Kiev, per noi non è niente. » Chiede poi al colonnello Bouty di annunciare al gruppo principale dei prigionieri che essi dovranno assistere all’esecuzione. Prima che questi siano condotti sulla piazza di Souilhac, Bouty annuncia loro: 
  Al loro arrivo i prigionieri scoprono, su diverse centinaia di metri, delle corde con nodo scorsoio appese agli alberi, ai lampioni ed ai balconi. I preparativi sono stati fatti fin dalla tarda mattinata dallo Hauptsturmführer Wulf, capo del battaglione di ricognizione e dal suo aiutante, l'Oberscharführer Hoff, capo della sezione pionieri, che richiede dei volontari per effettuare le impiccagioni.

Le vittime designate sono condotte al luogo dell’esecuzione a gruppi di dieci. 
 
In alcuni casi gli aguzzini, tutti volontari, si appendono alle gambe delle vittime, le colpiscono o le finiscono a colpi di mitra o pistola 
 In seguito all’intervento del colonnello Bouty presso un ufficiale Tedesco, l’abate Espinasse è autorizzato ad offrire i conforti religiosi, ed assiste alle prime esecuzioni. 
 Durante tutta l’operazione, Paula Geissler e un gruppo di SS assistono alle impiccagioni dalla terrazza del caffè Tivoli, vuotando buone bottiglie di vino al suono di un fonografo.

### 99 vittime
Nelle versioni successive della sua testimonianza l’abate Espinasse attribuisce a sé solo il merito di aver fatto interrompere le impiccagioni intervenendo su Schmald. La sua versione è stata però contestata da Bruno Kartheuser, che giudica incoerente e poco plausibile il suo racconto, non supportato da alcun testimone benché centinaia di persone fossero sul luogo dell’esecuzione.  Il colonnello Bouty attribuisce il merito al direttore degli stabilimenti della Marque, Henri Vogel, al direttore della fabbrica d’armi, Laborie e all’ingegnere della sezione Ponti e Strade, Lajugie. Trouillé attribuisce all’abate solo la salvezza di tre ostaggi. L'«intervento decisivo» di Espinasse non è citato nella motivazione della Medaglia d’argento della Croce Rossa Francese, attribuitagli nel 1945, che ricorda solo i suoi meriti per l’assistenza prestata ai condannati. Per Kartheuser, infine, data la rigida gerarchia SS, non è possibile che Schmald abbia potuto arrestare le impiccagioni ordinate dal generale Lammerding (che dichiarerà dopo la guerra che le impiccagioni furono fermate su suo ordine)..

Secondo Fouché et Beaubatie, 
Secondo il documentario di ARTE "Das Reich, une division SS en France" di Michaël Prazan, l'interruzione delle impiccagioni sarebbe dovuto soprattutto a una penuria di corde.
I corpi delle vittime sono deposti alla sera dai membri dei "Chantiers de la jeunesse française", controllati dai tedeschi; nonostante l’intervento delle autorità locali essi sono sepolti nel sito di una discarica pubblica a Cueille, senza alcuna identificazione, con una breve cerimonia improvvisata e accorciata su ordine dei tedeschi. L’abate Espinasse, alla presenza del prefetto in uniforme, benedice i cadaveri.

### Le deportazioni

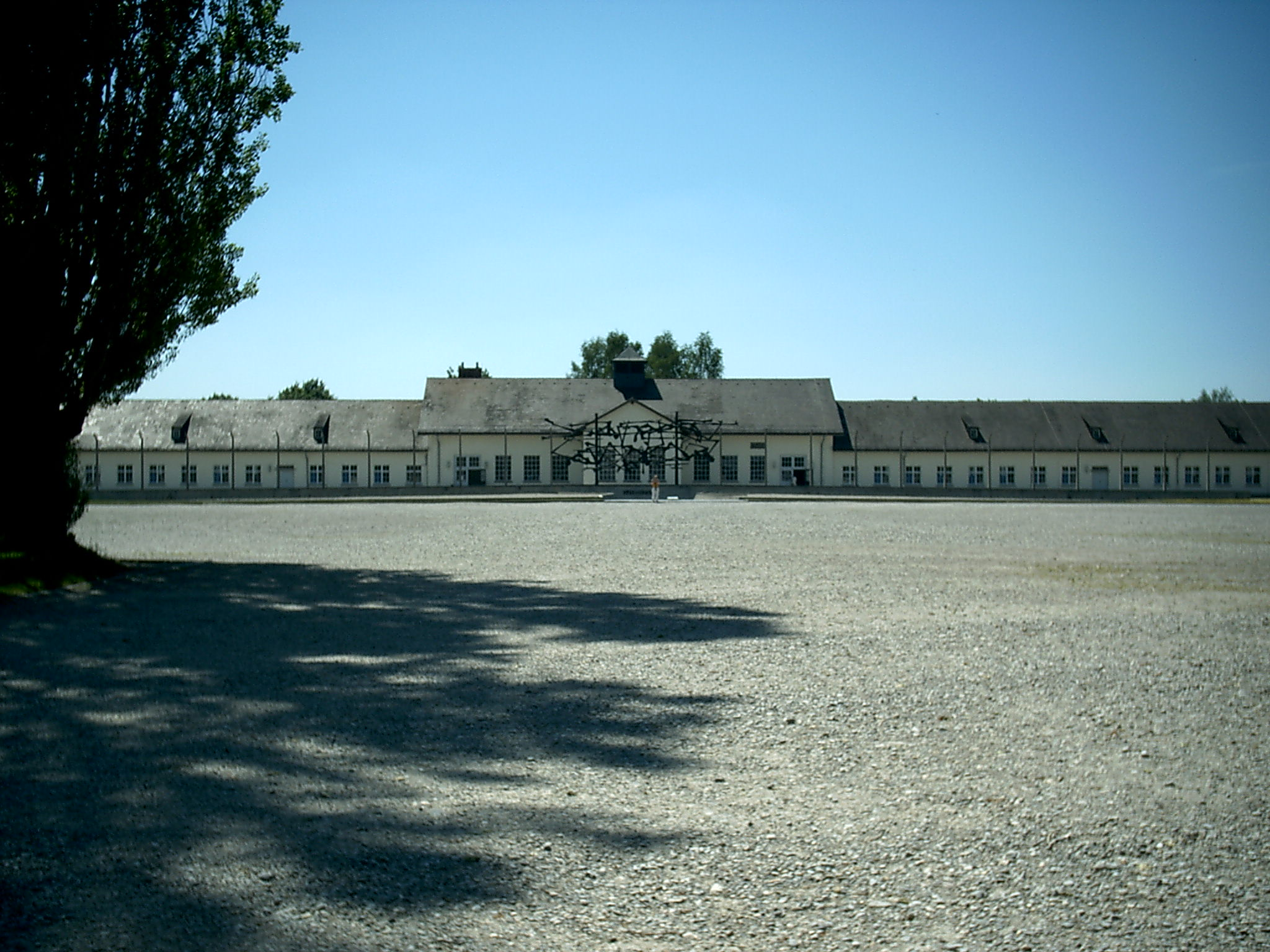
Campo de Dachau (immagine del 2005).

Il 10 giugno, per gli ostaggi rimasti alla fabbrica di armi di Tulle si ripete una selezione simile a quella del giorno prima: negoziazioni tra i membri della "Das Reich" e del SD, tra i quali Walter Schmald, e le autorità francesi, formazione dei gruppi destinati alla deportazione, liberazione di ostaggi grazie a vari interventi. Trecento uomini e centosessanta giovani dei "Chantiers de la jeunesse française" sono trasferiti a Limoges. Dopo una nuova selezione, nella quale giocano un ruolo importante i membri della Milizia, 162 uomini e tutti i giovani sono liberati; 149 prigionieri sono invece trasferiti a Poitiers, poi a Compiègne, da dove partono per Dachau il 2 luglio: 101 non sopravviveranno al viaggio o alla detenzione.
L'11 o il 12 giugno, la divisione inizia la risalita verso il fronte di Normandia. Con il massacro di Tulle e quello di Oradour-sur-Glane, e numerosi altri eccidi, sarà responsabile di 4000 uccisioni, prevalentemente di civili.
La repressione prosegue a Tulle nelle successive settimane. Dall’11 giugno al 31 luglio il laboratorio della fabbrica di armi è utilizzato come sala di tortura in cui operano miliziani in cooperazione con Walter Schmald. Il 21 giugno, il prefetto Trouillé vede tre miliziani al massimo ventenni mentre versano acido sulle ferite sul volto di un uomo, appena frustato con un nerbo di bue. Tulle subisce anche un nuovo rastrellamento il 21 giugno, a seguito del quale 80 uomini sono inviati al lavoro forzato in Austria. Le truppe tedesche nella regione del Corrèze si arrendono il 16 agosto 1944.
In totale i crimini della Wehrmacht, delle Waffen-SS e del Sipo-SD hanno fatto solo a Tulle 218 vittime civili. 

## Dopo il massacro
Walter Schmald, del SIPO-SD è catturato dai partigiani a Brive il 15 agosto 1944, e da questi giustiziato il 22, senza processo.
Otto Weidinger, ultimo comandante del reggimento «Der Führer» è interrogato riguardo al massacro durante la sua detenzione dal 1947 al 1951. Non è perseguito se non per la sua adesione volontaria alle Waffen-SS, giudicata organizzazione criminale dal processo di Norimberga, ed è assolto. Dopo il rilascio scrive numerose opere sulla 2. SS-Panzerdivision "Das Reich", considerate in Francia come revisioniste.
La prima inchiesta, che riguarda l’assassinio di diciotto guardie ferroviarie, è chiusa il 25 marzo 1948 ed è alla base del processo aperto a Bordeaux il 29 marzo 1949, dove compaiono dieci membri del 95º reggimento di sicurezza. I tre ufficiali accusati sono condannati a quindici (Franz Reichmann, Willi Schlewski) o dieci (Jean Retzer) anni di lavori forzati; quattro accusati sono riconosciuti colpevoli ma rilasciati per aver eseguito ordini e tre sono assolti. Schlewski e Retzer sono liberati nel settembre 1952 e Reichmann nel gennaio 1953.
L’inchiesta giudiziaria aperta il 18 giugno 1947 sulle impiccagioni di Tulle sfocia in un rapporto provvisorio redatto dal commissario di polizia Félix Hugonnaud, che conclude che le esecuzioni furono condotte su ordine del SS-Gruppenführer Heinz Lammerding, contro il quale sono emessi tre mandati d’arresto successivi. Il processo si apre a Bordeaux il 4 luglio 1951 e il verdetto è emesso all’indomani. Solo cinque gli accusati: quattro ufficiali - Lammerding, Aurel Kowatsch, capo di stato maggiore di divisione, Heinrich Wulf, comandante della sezione esploratori, Otto Hoff, comandante della sezione guastatori che ha eseguito le impiccagioni, ed un'impiegata tedesca della fabbrica d’armi, Paula Geissler. Quest’ultima è accusata solo di non aver salvato un ingegnere, cosa che avrebbe potuto fare senza rischio personale.
Lammerding e Kowatsch, quest’ultimo ucciso nel marzo 1945 alla frontiera ungherese, sono condannati a morte in contumacia; Hoff e Wulf a dieci anni di lavori forzati e Paula Geissler a tre anni di carcere. Dopo un appello al tribunale di Marsiglia la pena di Hoff è ridotta a cinque anni assorbiti dalla detenzione già scontata. Hoff è dunque rilasciato come Wulf, graziato la settimana precedente dal presidente francese Vincent Auriol. Dopo la condanna a morte, Lammerding è oggetto di una richiesta di estradizione del governo francese alle truppe di occupazione britanniche a fine 1953, e l’Alto Commissariato Britannico emette a sua volta un mandato di cattura il 27 febbraio 1953.  Questi provvedimenti non hanno seguito e Lammerding non è mai stato arrestato.
Fino alla morte, Lammerding ha negato ogni responsabilità, affermando che l’iniziativa era stata dello SS-Sturmbannführer Kowatsch: «conoscendo la rigorosa gerarchia e la rigida disciplina che regnavano tra le SS, questa affermazione non merita alcun credito. » Dopo aver anche negato inizialmente la sua presenza a Tulle, afferma più tardi di esservi arrivato nel tardo pomeriggio, ad esecuzioni avvenute: ma l’ordine del giorno della divisione del 10 giugno, redatto da Lammerding a Tulle è datato 9 giugno alle 12.15; questa annotazione è poi corretta a mano in 23.15. » La presenza di Lammerding a Tulle a mezzogiorno del 9 è confermata dal medico della guarnigione tedesca,  il dott. Schmidt.

Fu solo a margine di un processo civile intentato a Düsseldorf da Lammerding contro il periodico comunista Die Tat, che lo aveva accusato nel numero del 17 luglio 1965 di essere stato condannato a morte in Francia per l’assassinio di ostaggi, che la giustizia tedesca stabilì, pur senza alcuna conseguenza concreta, la responsabilità di Lammerding nel massacro di Tulle. Gli atti del processo sono chiari: 
Un ultimo tentativo di portare Lammerding davanti alla giustizia segue la pubblicazione dell’opera di Jacques Delarue, Trafics et crimes sous l'occupation, nel 1968. Dopo l’uscita dell’opera, il deputato socialista e sindaco di Tulle, Montalat, chiede l’11 ottobre 1968 che il governo francese esiga dalla Repubblica Federale Tedesca l’istruzione di un processo in Germania contro Lammerding, ritenendo questa richiesta tanto più urgente dopo l’apparizione in Germania di un'apologia della division Das Reich firmata da Otto Weidinger. Come le precedenti, questa iniziativa resta senza seguito. Nel 1971 Lammerding muore di cancro all’età di 66 anni.
Nel 2008 il Senato francese ha approvato un progetto di legge che adegua il diritto penale francese a quello della Corte Penale Internazionale. Questo parziale adeguamento sancisce tra l’altro la prescrizione dei crimini di guerra a trent’anni (articolo 462-10).

## Analisi

### L'analisi degli storici
I proclami pubblici e le dichiarazioni tedesche alle autorità francesi fanno sistematicamente riferimento a presunte sevizie e assassini di soldati tedeschi disarmati. Secondo la tesi tedesca le rappresaglie sono conformi al diritto militare internazionale, all’accordo di armistizio et alle Convenzioni dell’Aia. A seguito dei processi condotti in Belgio riguardo all’esecuzione di ostaggi e a quello tenuto in Italia per l'Eccidio delle Fosse Ardeatine, si può concludere che il massacro di Tulle sia avvenuto certamente in violazione del diritto di guerra, in particolare degli articoli 40, 41, 46 e 50 del regolamento annesso alla seconda convenzione dell’Aia (1907) riguardo alle leggi e agli usi della guerra terrestre e anche della «clausola Martens» della premessa alla convenzione stessa. 
Bruno Kartheuser contesta da parte sua lo stesso uso del termine «rappresaglie» : 

### La tesi revisionista
Secondo il racconto autopubblicato dello Sturmbannführer Otto Weidinger, decine di soldati tedeschi sarebbero stati uccisi dopo la resa e molti cadaveri portavano segni di mutilazioni. Questa tesi è ripresa ed ampliata da due altri revisionisti, Sadi Schneid, pseudonimo della ex- Waffen-SS Elimar Schneider, ed Herbert Taege, già funzionario della Gioventù hitleriana.

Per gli storici il racconto di Weidinger non ha alcun valore. Per Eberhard Jäckel «la verità delle sue affermazioni è dubbia e ci si chiede se non rappresenti altro che un tentativo di a giustificazione del comportamento delle SS.» Per G. Penaud, 

## Storiografia
Le opere dedicate in tutto o in parte al massacro di Tulle sono relativamente poche, soprattutto se confrontate all’abbondante bibliografia riguardante il massacro di Oradour-sur-Glane.
Due opere sono state scritte da ostaggi scampati al supplizio, Jacques-Louis Bourdelle et Antoine Soulier. Il libro di Antoine Soulier è «uno dei racconti più precisi e toccanti del dramma. L’autore, un istitutore il cui figlio è stato impiccato, è stato uno dei più attivi nel ricostruire la trama degli avvenimenti e trovare i colpevoli. »
Il racconto del canonico Jean Espinasse non può essere trascurato ma «via via che le edizioni successive si allontanano dall’epoca dei fatti, il canonico Espinasse ha accentuato sempre di più l’importanza sacerdotale che l’evento ha rappresentato per lui, e i suoi ricordi diventano sempre più problematici come fonte storica. I racconti e la personalità di Espinasse hanno contribuito soprattutto a creare dei miti»
Va anche menzionato il diario del prefetto Pierre Trouillé, «preoccupato soprattutto di giustificare il suo operato [che derivava dal governo collaborazionista di Vichy] a Tulle. » Per Bruno Kartheuser, 
La storia del massacro di Tulle è stata riveduta e approfondita nell’opera in quattro volumi di Bruno Kartheuser, centrato sulla personalità di Walter Schmald. Kartheuser si basa sull’esame critoco di tutte le fonti francesi e tedesche esaminando gli eventi nel loro contesto e senza preoccupazioni patriottiche. L’uscita del quarto volume nel 2008 coincide con quella dell’opera di Fouché et Beaubatie, che getta nuova luce sugli eventi specialmente mettendo in evidenza il cattivo stato della divisione Das Reich, il suo ruolo nella repressione e l’impreparazione dell’offensiva partigiana contro Tulle.

### Opere
- Georges Beau, Léopold Gaubusseau, La SS en Limousin, Périgord et Quercy, Paris, Presses de la Cité, 1969
- (FR) Jacques-Louis Bourdelle, Départs, souvenirs de l'anno 1944, Éditions de la rue Mémoire, 1945, Bourdelle.
- (FR) autore, Maquis de Corrèze, 5ª ed., Naves, Imprimerie du Corrézien, 1995  [1971], Maquis de Corrèze.
- (FR) Marjorie Courtoy, La question des otages en Belgique pendant la Seconde Guerre mondiale, in Gaël Eisman et Stefan Mertens (dir.) (a cura di), Occupation et répression militaires allemandes, 1939-1945, collana Mémoires/Histoire, Paris, Autrement, 2006, ISBN 978-2-7467-0930-0.
- (FR) Jacques Delarue, Crimes et trafics sous l'Occupation, Paris, Fayard, 1971, Delarue.
- (FR) Jean Espinasse, Tulle le 9 juin 1944, La Table ronde, 1994  [1953], ISBN 2-7103-0619-0, Espinasse.
- (FR) Jean Espinasse, Prêtre en Corrèze : 1929-1979, collana Vécu, Paris, R. Laffont, 1979, ISBN 978-2-221-00362-6, OCLC 988731220.
- (FR) Sarah Farmer, Oradour : arrêt sur mémoire, collana Essai/Histoire, Paris, Calmann-Lévy, 1994, ISBN 2-7021-2316-3, Farmer.
- (FR) Jean-Jacques Fouché, Oradour, Paris, Liana Lévi, 2001, ISBN 978-2-86746-651-9, Fouché.
- (FR) Jean-Jacques Fouché e Gilbert Beaubatie, Tulle. Nouveaux regards sur les pendaisons et les événements de juin 1944, Lucien Souny, 2008, ISBN 978-2-84886-171-5, Fouché, Beaubatie.
- (FR) Fabrice Grenard, Tulle. Enquête sur un massacre. 9 juin 1944, Paris, Tallandier, 2014, ISBN 979-10-210-0478-8, Grenard.
- (FR) Bruno Kartheuser, Walter, SD à Tulle : la tragédie du 9 juin, 1 città=Neundorf, Krautgarten, 2001, ISBN 2-87316-007-1.
- (FR) Bruno Kartheuser, Walter, SD à Tulle : la tragédie du 9 juin, 2 città=Neundorf, Krautgarten, 2002.
- (FR) Bruno Kartheuser, Walter, SD à Tulle : la tragédie du 9 juin, 3città=Paris, Tallandier, 2004, ISBN 979-10-210-0478-8.
- (FR) Bruno Kartheuser, Walter, SD à Tulle : la tragédie du 9 juin, 4 città=Neundorf, Krautgarten, 2008.
- (FR) Peter Lieb, Répression et massacres. L'occupant allemand face à la résistance française, 1943-1944, in Gaël Eisman et Stefan Mertens (dir.) (a cura di), Occupation et répression militaires allemandes, 1939-1945, collana Mémoires/Histoire, Paris, Autrement, 2006, ISBN 978-2-7467-0930-0.
- (FR) Paul Mons, Afin que nul n'oublie : en France la Das Reich fit la guerre aux civils, traduzione di Jean-Jacques de Bresson, Brive-la-Gaillarde, Ecritures, 2004, ISBN 978-2-913506-63-3, OCLC 55664768. .
- (FR) Guy Penaud, La "Das Reich", SS Panzer Division, Périgueux, Éditions de La Lauze, 2005, ISBN 2-912032-76-8, Penaud.
- Colonel Rémy (Gilbert Renault), Les Balcons de Tulle, Paris, Librairie académique Perrin, 1962
- (FR) Antoine Soulier, Le drame de Tulle - 9 juin 1944, Naves, 2002  [1946], Soulier.
- (FR) Pierre Trouillé, Journal d’un préfet pendant l’occupation - Corrèze 1944, collana J'ai lu leur aventure, Paris, Editions j’ai lu, 1968, Trouillé.

### Articoli
- Gilbert Beaubatie, "Juin 1944 : Les Pendus de Tulle", in Arkheia, revue d'histoire, nº17-18, Montauban, 2007, p. 50-59
- Gilbert Beaubatie, "Le Drame de Tulle ou les protestations de la mémoire", in Revue des Lettres, Sciences et Arts de la Corrèze, volume 99, 1996, p. 282-287
- Ibid., "Le Drame de Tulle et les silences de l'Histoire", in Revue des Lettres, Sciences et Arts de la Corrèze, volume 100, 1997, p. 258-266
- Ibid., "Le Drame de Tulle: des sources pour une Histoire", in Revue des Lettres, Sciences et Arts de la Corrèze, volume 102, 1999, p. 183-211.
- Ibid., "Pour mieux comprendre le Drame de Tulle", in Un siècle militant. Engagement(s), Résistance(s) et mémoire(s) au s XX en Limousin, Limoges, Pulim, 2005.
- Ibid., "La Division SS Das reich sème la terreur en Limousin", in Cahiers Robert Margerit, volume X, 2006.

### Opere revisioniste
- (DE) Sadi Schneid, SS-Beutedeutscher. Weg und Wandlung eines Elsässers, Lindhorst, Askania, 1979, Schneid.
- (DE) Herbert Taege, Wo ist Kain? Enthüllungen und Dokumente zum Komplex Tulle+Oradour, Lindhorst, Askania, 1981, Taege.
- (FR) Otto Weidinger, Tulle et Oradour, une tragédie franco-allemande, s.l., s.e., s.d., Weidinger.

### Filmografia
- Emmanuel Amara, Le massacre de Tulle, 9 juin 1944, prodotto da Sunset Presse con France 5 e France, 2013